# Verjährung (Österreich)
Verjährung ist im Zivilrecht der durch den Ablauf einer bestimmten Frist bewirkte Verlust der Möglichkeit, einen bestehenden Anspruch durchzusetzen. Im öffentlichen Recht führt die Verjährung regelmäßig zum Erlöschen des Anspruchs. Die strafrechtliche Verjährung stellt ein Verfahrenshindernis dar, d. h. die Straftat kann nicht mehr verfolgt werden.

## Zivilrecht
1. Verjährungsfristen:
  - Dreißigjährige Frist: Die allgemeine Verjährungsfrist des ABGB beträgt 30 Jahre (§ 1478 ABGB).
  - Dreijährige Frist: In bestimmten Fällen ist die Frist auf 3 Jahre verkürzt, hauptsächlich bei Rechten, die normalerweise sehr rasch geltend gemacht werden. (Kaum jemand hebt sich z. B. die Quittungen über Zahlungen beim Bäcker auf.) Insbesondere unterliegen der kurzen Verjährungsfrist:
    - Das Recht auf regelmäßig wiederkehrende Einzelleistungen (Zinsen, Renten, u. dgl.).
    - Forderungen des täglichen Lebens (§ 1486 ABGB).
    - Das Recht, eine letztwillige Verfügung umzustoßen, den Pflichtteil oder seine Ergänzung zu fordern, eine Schenkung wegen groben Undanks zu widerrufen, die Geltendmachung von Irrtum oder Furcht beim Vertragsschluss, der Wegfall der Geschäftsgrundlage, die Verkürzung über die Hälfte (§ 1487 ABGB).
    - Schadenersatzansprüche (ab Kenntnis des Geschädigten von Schaden und Schädiger).

  - Vierzigjährige Frist: Für einzelne Steuerforderungen gilt eine vierzigjährige Verjährungsfrist (§ 1485 ABGB).
  - Wirkung: Nach Ablauf der Frist ist die Schuld zwar noch einklagbar, der Schuldner kann jedoch die eingetretene Verjährung einwenden, wodurch er leistungsfrei wird. Dennoch kann aber die Schuld noch wirksam erfüllt werden (Naturalobligation).
2. Präklusionsfristen (z. B. Gewährleistungsfristen nach § 933 ABGB) hingegen vernichten das Recht vollständig.

## Strafrecht
Im Strafrecht wird zwischen Verfolgungsverjährung und Vollstreckbarkeitsverjährung unterschieden:
- Ist Verfolgungsverjährung eingetreten, erlischt die Strafbarkeit.
- Mit Eintritt der Vollstreckbarkeitsverjährung darf eine verhängte Strafe nicht mehr vollzogen werden.

### Verfolgungsverjährung (§§ 57 und 58 Strafgesetzbuch)
Die Frist dafür beginnt, sobald die strafbare Handlung vollendet ist, bei Dauerdelikten, sobald die strafbare Handlung abgeschlossen wurde. Sie verlängert sich aber dann, wenn der tatbildsmäßige Erfolg erst später eingetreten ist: In diesem Fall beginnt die Frist mit dem Eintritt des Erfolges.
Die Länge der Verjährungsfrist hängt davon ab, mit welchem Strafausmaß die Handlung bedroht ist:
| Verjährungsfrist | Tat bedroht mit Höchststrafe                                                                      |
| ---------------- | ------------------------------------------------------------------------------------------------- |
| keine            | lebenslange Freiheitsstrafe (aber nach 20 Jahren reduziert sich die Strafdrohung auf 10–20 Jahre) |
| 20 Jahre         | Freiheitsstrafe mehr als 10 Jahre                                                                 |
| 10 Jahre         | Freiheitsstrafe mehr als 5 bis zu 10 Jahre                                                        |
| 5 Jahre          | Freiheitsstrafe mehr als 1 bis zu 5 Jahre                                                         |
| 3 Jahre          | Freiheitsstrafe mehr als 6 Monate bis zu 1 Jahr                                                   |
| 1 Jahr           | Freiheitsstrafe bis 6 Monate oder Geldstrafe                                                      |

In zahlreichen Fällen verlängert sich die Verjährungsfrist, z. B. wenn der Täter während der Bewährungszeit erneut aufgrund der gleichen schädlichen Neigung straffällig wird.

### Vollstreckbarkeitsverjährung (§§ 59 und 60 Strafgesetzbuch)
Die Frist dafür beginnt mit der Rechtskraft der gerichtlichen Entscheidung. Sie hängt vom Ausmaß der verhängten Strafe oder der Art der getroffenen Verfügung ab und beträgt:
| Verjährungsfrist | Verhängte Strafe oder Art der Verfügung |
| ---------------- | --- |
| keine            | mehr als 10 Jahre oder lebenslange Freiheitsstrafe oder Unterbringung in einer Anstalt für geistig abnorme Rechtsbrecher oder gefährliche Rückfallstäter |
| 15 Jahre         | Freiheitsstrafe mehr als 1 bis zu 10 Jahre |
| 10 Jahre         | Freiheitsstrafe mehr als 3 Monate bis zu einem 1 Jahr oder bei Geldstrafe unter Festsetzung einer Ersatzfreiheitsstrafe von mehr als drei Monaten        |
| 5 Jahre          | in allen übrigen Fällen |

Werden mehrere Strafen (oder vorbeugende Maßnahmen) gleichzeitig verhängt, richtet sich die Verjährung nach der Strafe oder Maßnahme mit der längsten Verjährungsfrist. Wurden Freiheits- und Geldstrafe gleichzeitig verhängt, werden zur Berechnung der Verjährungsfrist Freiheits- und Ersatzfreiheitsstrafe addiert.

## Verwaltungsstrafrecht
Unterschieden wird zwischen der Verfolgungsverjährung und der Vollstreckungsverjährung. Weiters gibt es für das Rechtsmittelverfahren eine Beschwerdeverjährung.
- Die Verfolgungsverjährung tritt ein Jahr nach Begehung der Verwaltungsübertretung ein. Hat die Verwaltungsstrafbehörde bis dahin keine Verfolgungshandlung gesetzt (das ist jede behördliche Handlung gegen eine bestimmte Person wegen einer bestimmten Verwaltungsübertretung), ist die Tat verjährt. Die Übertretung darf nicht mehr verfolgt werden.
- Die Vollstreckungsverjährung tritt in den meisten Fällen drei Jahre nach Begehung der Verwaltungsübertretung ein: Ab diesem Zeitpunkt dürfen auch vorher verhängte Strafen nicht mehr vollstreckt werden. Die Verjährungsfrist wird allerdings für die Dauer von Beschwerdeverfahren vor den Gerichtshöfen des öffentlichen Rechts (Verfassungsgerichtshof und Verwaltungsgerichtshof) gehemmt.

Eine Hemmung der Verjährungsfrist tritt auch für die Dauer eines Auslandsaufenthalts auf.
- Die Beschwerdeverjährung tritt ein, wenn das Verwaltungsgericht nicht innerhalb von 15 Monaten (ab Einlangen der Beschwerde bei der belangten Behörde) eine Entscheidung fällt. In diesem Fall gilt der angefochtene Bescheid als aufgehoben, das Verfahren ist einzustellen.

## Abgabenverfahrensrecht
Im Abgabenrecht gibt es zwei Arten der Verjährung:
- Bemessungsverjährung ist die Verjährung des Rechts der Abgabenbehörde, eine Abgabe festzusetzen. Sie tritt 5 Jahre nach Ablauf des Jahres ein, in dem der Abgabenanspruch entstanden ist. Bei Steuerhinterziehung beträgt diese Frist 10 Jahre. Die Verjährung wird durch jede nach außen erkennbare Handlung der Abgabenbehörde unterbrochen, die zur Geltendmachung des Abgabenanspruchs unternommen wird (z. B. Aufforderung zur Erklärungsabgabe, Bedenkvorhalt, Ergänzungsauftrag). Die Verjährungsfrist beginnt nach Ablauf des Jahres neu zu laufen, in dem sie unterbrochen wurde. Sind seit der Entstehung des Abgabenanspruchs 10 Jahre verstrichen, darf der Abgabenanspruch nicht mehr geltend gemacht werden (absolute Verjährung).
- Einhebungsverjährung ist die Verjährung des Rechts der Abgabenbehörde, eine bereits fällige Abgabe einzuheben. Sie tritt 5 Jahre nach Ablauf des Jahres ein, in dem die Abgabe fällig war. Die Verjährung wird durch jede nach außen erkennbare Handlung der Abgabenbehörde unterbrochen, die zur Durchsetzung des Anspruches unternommen wird (z. B. Mahnungen, Vollstreckungsmaßnahmen, Bewilligungen von Zahlungserleichterungen). Die Verjährungsfrist beginnt nach Ablauf des Jahres neu zu laufen, in dem sie unterbrochen wurde.